# Chenonetta jubata
Chenonetta jubata е вид птица от семейство Патицови (Anatidae), единствен представител на род Chenonetta.

## Разпространение
Видът е разпространен в Австралия.